# هیمه تسوکینو
هیمه تسوکینو (انگلیسی: Hime Tsukino؛ زاده ۲۵ مارس ۱۹۸۵) (متولد ۲۵ مارس ۱۹۸۵ در اوساکا، ژاپن) بازیگر پورنوگرافی اهل ژاپن است.